# Barbezieux-Saint-Hilaire
Barbezieux-Saint-Hilaire is een gemeente in het Franse departement Charente (regio Nouvelle-Aquitaine). De gemeente telde 4.738 inwoners op 1 januari 2022. De plaats maakt deel uit van het arrondissement Cognac.
De gemeente geldt als de hoofdstad van de zuidelijke Charente. Het centrum van Barbezieux kreeg zijn uiterlijk in de 18e eeuw. De voornaamste bezienswaardigheden zijn het kasteel van Barbezieux (15e eeuw) en de kerk Saint-Mathias waarvan de oudste delen 11e-eeuws zijn.
De Barbezieux is een groot Frans kippenras.

## Geschiedenis
Rond het jaar 1000 werd een houten burcht gebouwd op een heuvel. De heren van Barbezieux genoten in de 11e eeuw groot aanzien in Saintonge. In die tijd werd begonnen met de kerk Saint-Mathias. In de 15e eeuw werd het huidige kasteel gebouwd. Tegen die tijd was Barbezieux een rustplaats op de weg tussen Parijs en Spanje. De plaats en met name de kerk leden grote schade tijdens de godsdienstoorlogen in de 16e eeuw.
Na de Franse Revolutie deed het kasteel dienst als gevangenis en als ziekenhuis. Tussen 1825 en 1926 was Barbezieux de onderprefectuur van een arrondissement.
In 1973 fuseerden de buurgemeenten Barbezieux en Saint-Hilaire-de-Barbezieux.

## Geografie
De oppervlakte van Barbezieux-Saint-Hilaire bedroeg op 1 januari 2022 26,55 vierkante kilometer; de bevolkingsdichtheid was toen 178,5 inwoners per km².
De onderstaande kaart toont de ligging van Barbezieux-Saint-Hilaire met de belangrijkste infrastructuur en aangrenzende gemeenten.

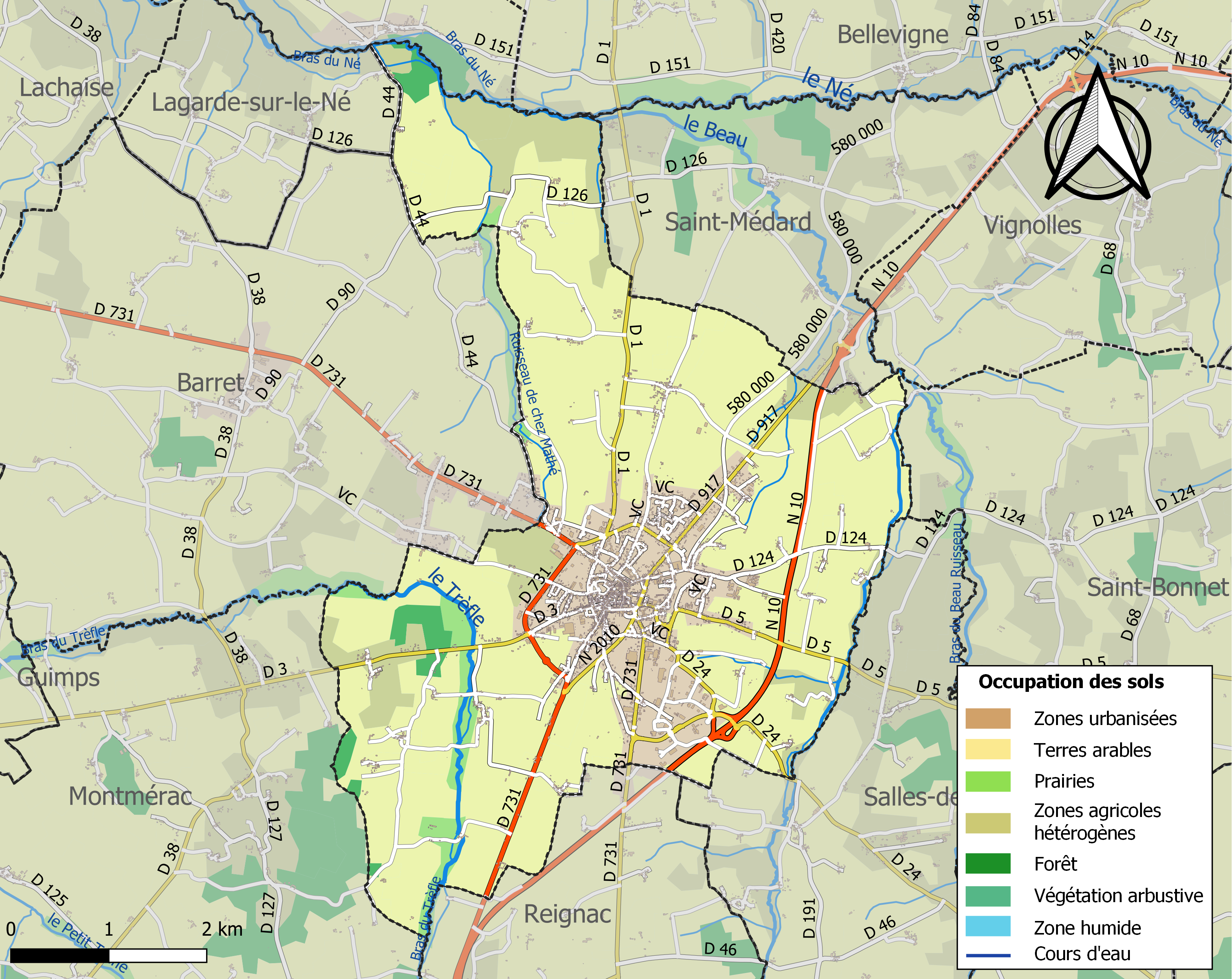

## Demografie
Onderstaande figuur toont het verloop van het inwonertal (bron: INSEE-tellingen).

Vanwege een beveiligingsprobleem met de MediaWiki Graph-software is het momenteel niet mogelijk deze grafiek weer te geven. Zodra de software is bijgewerkt zal de grafiek vanzelf weer zichtbaar worden.

## Geboren in Barbezieux-Saint-Hilaire
- Jacques Chardonne (1884-1968), schrijver
- Renaud Lavillenie (1986), polsstokhoogspringer